# برتيتا (فلم)
برتيتا فيلم مصري إنتاج عام 2012.

## ملخص الفيلم
تدور أحداث الفيلم حول فتاة تعاني مشاكل نفسية نتيجة تفكك أسري ورواسب عائلية حدثت لها منذ صغرها فترافقها ذكرياتها لسنوات، حتى تتعرف على عدد من الشخصيات التي تؤثر في حياتها وتقلبها رأساً على عقب.

## قصة الفيلم
تكتشف زوجة عبد الرحمن  (مادلين طبر) وإبنتها منى (كندة علوش) خيانة زوجها عبد الرحمن  (تميم عبده) لها في غرفة نومها، فيتشاجران ويضربها ثم يطردها من المنزل لتلحق بها ابنتها، تعيش منى رفقة والدتها المكتئبة بهدوء في شاليه قرب البحر، فجأة تقترب من الأم امرأة عجوز منجمة تنبؤها بوفاتها كافرة ثم تبتعد، لتمتعظ الأم وإبنتها مذعورتان وتفران بين الرمال متمسكتان ببعضهما. تمر الأيام وتصدق نبوؤة العجوز وتموت الأم بجرعة دواء زائدة وتحمل منى والدها مسؤولية وفاة والدتها، لتعيش في كأبة وألم حبيسة ذكرياتها هي الأخرى بعيدة عن والدها.
في شاليه تستيقظ منى راغبة في صنع القهوة لكنها تكتشف فراغ القارورة فتذهب للتسوق واقتناء مايلزمها وهناك تغوص في ذكريات حبها الأول، الذي بدأ بسوء تفاهم بسيط بينها وبين محاسب الشركة ماجد  (أحمد صفوت) ليتحول لحب ورغبة في الارتباط يرفضها قطعاً والدها ويعارضها رغم ثنائه على جدية وكفاءة ماجد  المهنية لكن منى تتشبت به وتتزوجه بمساندة ابن عمها طارق  (أحمد السعدني) وزوجته وسام (دينا فؤاد) مايجعل والدها يقاطعها ويطرد زوجها محرضاً جل أصدقاءه من رجال الأعمال على عدم تشغيله مايتسبب لمنى في مشاكل تعصف بعلاقتها مع زوجها الذي أصبح يعنفها بقسوة ما دعاها للهرب واللجوء إلى ابن عمها وزوجته مطالبة بالطلاق.
تعود منى لمنزلها على شاطئ البحر لتغوص في كآبة وذكريات الماضي، ذكريات تقطعها بين الفينة والأخرى اتصالات مجهولة من عاشق معجب أشرف (عمرو يوسف)، يرتبط مع منى بعلاقة حب رومانسية ومع حصولها على الطلاق الذي توصله لها وسام زوجة ابن عمها طارق، تصبح منى حرة ليتتزوجها حبيبها ما إن تنتهي عِدتها مطالباً إياها بترك الشاليه والعيش معه على مركبه، لكن عند وصولها للبيت لحمل حقائبها تكتشف وفاة والدها واختفاء زوجها أشرف وعدم طلاقها قطعاً من زوجها الأول ماجد.
لتبدأ منى معركة نفسية لإثبات حقيقة ما عاشته من أحداث بمساعدة طبيبها النفسي (أحمد زاهر) ومحاميها (ياسر علي ماهر) حقيقة أنها كانت ضحية الخيانة والشرف، المؤامرة والغدر، الحب والهواجس منذ البداية.

## الممثلون
| - كندة علوش: منى - دينا فؤاد: وسام - أحمد السعدني: طارق - أحمد صفوت: ماجد - عمرو يوسف: أشرف - النجم أحمد زاهر: الطبيب النفسي رؤوف - مادلين طبر: أم منى - ياسر علي ماهر: المحامي | - تميم عبده: والد منى - عيد أبو الحمد: المأذون المزور - منحة زيتون - نادية فهمي - محمد شيرين - ليلى نجاتي - أحمد عبد المعطي - مصطفى عبد السلام |

## طاقم العمل
| - قصة: وائل عبد الله - سيناريو وحوار: خالد جلال - موسيقى تصويرية: خالد حماد - أعمال مونتاج الصوت والصورة: أوسكار للتسجيلات الفنية - أعمال DI: أرومة - المؤثرات البصرية: طارق رفعت - مساعد مخرج أول: إيهاب خشان | - مدير الإنتاج: وليد صالح إيهاب جمال - مهندس الصوت: عبد العزيز عمارة - تصميم شريط الصوت: إسلام جودة - ديكور: محمد مراد - ستايلست: مها بركة خالد عبد العزيز - مونتاج: أحمد شحم - التوزيع داخل مصر: أوسكار ـ النصر ـ الماسة | - التوزيع خارج مصر: روتانا ستوديوز - منتج فني: هاني عبد الله - مدير التصوير: مصطفى فهمي - إنتاج: لؤي عبد الله - إخراج: شريف مندور |

## التفاصيل الفنية والتقنية
| - سكريبت حركة: مصطفى أبو سيف - سكريبت ملابس: شريهان محي - كلاكيت: أحمد برقوقة - عمر مجدي - محمد مجدي - عمرو مصطفى - طارق عبد الله - يحيي عبد اللطيف - أحمد يسري - تم تسجيل الموسيقى التصويرية في إستوديوهات - إشراف عام: أحمد عبد العاطي - إشراف فني: لوبا حماد - مهندس صوت: محمد غانم - إدارة مالية: سيد سالمان - صولو فيولينة: محمد مدحت - صولو تشيللو: د. ياسر طه - فيولينة: خالد صالح محمد حمدي محمد عبد الرؤوف محمد رفعت أحمد علي | - تشيللو: محمد حمدي أحمد حسن فكري - إدارة مالية: أحمد سليمان علاء غريب محمود رمضان أحمد الملا - محاسب إنتاج: مصطفى عبد السلام - المستشار القانوني: شريف عبد العال محمود - خدمات إنتاجية: سيد المغازي محمد محروس طارق صبري محمد طيارة علي جلانس حسن عيسوي ستوديو مصر - مساعد مونتير: مروة أحمد هشام يوسف - الإدارة الهندسية: م/أسام شاهين م/يحيي عبد الصمد م/يسرى عامر - خدمات مونتاج: مصطفى نور محمد عبد الله - مساعد مصور: جمال شهاب - مصور ستيدي كام: يوسف بارود - مساعدون مصور: كريم أشرف سامح فوزي | - فني ستيدي كام: عمرو توفيق مهدي صبحي - موشن كنترول: محمد مصطفى شريف حسن محمد يوسف شريف مصطفى - مصور ريموت هيد: جوزيف لويس - فوتوغرافيا: أشرف قناوي - مصور ميكينج: شادي مسعد - أعمال الطبع والألوان: AROMA تامر مرتضى أحمد مناويشي - Senior Dl operator: أحمد سمير - Labs Supervision: محمد منصور - Technical director: مؤنس عبد المنعم - Junior Dl operator: صلاح سالم - Printing and scanning: وافي أشرف محمد السعدني محمود طيارة مازن هشام - Machine room: سيد حسن - Junior line producer: ماهيتاب أيوب - مشرف إضاءة: أيمن الصاوي - فنيي الإضاءة: محمود فتحي أحمد إمام فاخر لوماس أشرف عبد السميع - مساعد صوت: سيد عمارة عمرو أحمد | - مشرف كرين: حسين حمدي - فنيي كرين: عمرو دودو محمد مصطفى كريم عبد الناصر مصطفى يحيى صابر حسين - كاميرات التصوير: ستيدي كام والمولد Take off - مشرف كاميرا: هاني زيدان - فنيي كاميرا: ميدو حسام عبد العليم إسلام أبو سريع - فني مولد: أشرف عبد الجواد - مساعد مهندس ديكور: أسامة الشناوي شريهان مراد - منسق مناظر: أيمن بدوي محمد مصطفى - إكسسوار: محمد سبعين محمد علام - عمال الديكور: عماد سمير وائل محي أحمد نصر محمد فؤاد رمضان إمام - الملابس: منفذ الملابس: أحمد محمود سهى نصر حسن محمود - فني أسست: محمد حسني محمد حمدي - ماكيير: حسام محمد - مساعدين: رباب | - كوافير: محمد يونس - مساعدين: عبير أنور محمود يونس كريم الشرقاوي - ريجيسير: رفعت فايز - مساعد ريجيسير: حسام خفاش - شؤون الممثلين: رفعت فايز - مساعدوا الممثلين: رشا ناجي سامح كامبا أحمد درويش الحاجة فاطمة مصطفى صفوت مريم يحيى - بوفيه: تيسير علي عمرو العدامني محمد غريب وجدي فهمي - تنفيذ إنتاج الإسكندرية: سيد حبشي سالم عيسى - تنفيذ مجاميع إسكندرية: هشام محروس مجدي عبد الحميد - سيارات: أحمد عواجة - سائقين: رضا مقشط إبراهيم العجوز محمد يوسف صفوت مسعود - كرفانات: تيسير علي - سائقين كرفان: وجدي فهمي أحمد عبد العظيم - تم التحميض بمعامل جهاز السينما - مدير عام المعامل: شوقي العربي - مدير التشغيل: علي عبد الحليم |

## أصداء
- يعتبر فيلم «برتيتا» أول بطولة نسائية مطلقة تخوضها الممثلة كندة علوش [1]
- تم تغيير اسم فيلم من «حكاية بنت» إلى «برتيتا» من قبل السيناريست خالد جلال قبل أيام من بدأ تصوير الفيلم كما شهد الفيلم العديد من التوقفات شملت مخرجه وبعض أبطاله حيث كان من المقرر أن يقوم بإخراجه المخرج سميح النقاش وتقوم ببطولته الفنانة إيمان العاصي قبل قرار اعتزالها.[2]
- تم عرض الفيلم في موسم أفلام عيد الأضحى 2012 في حفل كبير بمول العرب مدينة الشيخ زايد غرب القاهرة بحضور أبطال العمل ونخبة من النجوم المصريين والعرب في مقدمتهم الزعيم عادل إمام [3]، كريم عبد العزيز، أحمد عز، درة، محمد رجب، رشا مهدي، صلاح عبد الله، لقاء الخميسي، إدوارد، رامز جلال، مصطفى قمر، شريف سلامة، تامر شلتوت، حسن الرداد، طلعت زكريا، منير مكرم، زينة، إيناس كامل، جيهان عبد الله، ساندرا نشأت. والمنتجين وائل عبد الله، هشام عبد الخالق، محمد حسن رمزي. بالإضافة للمخرجين رامي إمام والمخرج سميح النقاش. لكن شهد الحفل غياب الممثلين أبطال العمل عمرو يوسف [4] وأحمد زاهر.
- غاب عن حفل الافتتاح كل من الممثلين أبطال العمل أحمد زاهر وعمرو يوسف هذا الأخير الذي برر غيابه عن العرض الخاص بالفيلم بسبب إصابة والده بوعكة صحية مفاجئة أدخلته العناية المركزة تمام نفس يوم العرض.[5]
- خلال حفل افتتاح عرض الفيلم انتشرت إشاعة مفادها اعتداء الزعيم عادل إمام على الممثل رامز جلال وهو مانفاه قطعا لاحقاً الزعيم عبر وسائل الإعلام [6]
- تميز حفل افتتاح فيلم «برتيتا» بافتتاح مجمع سينمات «غلاكسي» في مول العرب بالقاهرة.[7]
- عبرت الفنانة السورية كندة علوش أن تجربتها في فيلم «برتيتا» مليئة بالتفاصيل وأن مشاهد البكاء ترهقها وتجعلها في حالة حزن شديدة لا تخرج منها إلا بعد فترة طويلة [8]

## وصلات خارجية
- مقالات تستعمل روابط فنية بلا صلة مع ويكي بيانات